# گرونکوو
گرونکوو (به لهستانی:  Gronków) یک روستا در لهستان است که در گمینا نوو تارگ واقع شده‌است.